# Шејвертаун (Пенсилванија)
Шејвертаун (енгл. Shavertown) насељено је место без административног статуса у америчкој савезној држави Пенсилванија.

## Демографија
По попису из 2010. године број становника је 2.019.
| Група             | 2000.    | 2010.         |
| Белци             | 0 (0,0%) | 1.955 (96,8%) |
| Афроамериканци    | 0 (0,0%) | 12 (0,6%)     |
| Азијати           | 0 (0,0%) | 21 (1,0%)     |
| Хиспаноамериканци | 0 (0,0%) | 19 (0,9%)     |
| Укупно            | 0        | 2.019         |